# Mirko Norac
Mirko Norac Kevo (Otok kraj Sinja, 19. rujna 1967.), dragovoljac Domovinskog rata tijekom kojega je više puta ranjavan, prisilno umirovljeni hrvatski general-bojnik i alkarski vojvoda. Od hrvatskog pravosuđa proglašen je krivim po dvije optužnice za ratni zločin počinjen u Lici u vrijeme Domovinskog rata nad osobama srpske narodnosti i osuđen na dugogodišnju kaznu zatvora.

## Životopis
General bojnik Mirko Norac rodio se u Otoku kraj Sinja 1967. godine. Studirao je na Fakultetu za tjelesnu kulturu u Zagrebu. Od 1990. godine pripadnik je Antiterorističke jedinice Lučko MUP-a RH, a od rujna 1991. godine zapovjednik je 128. brigade HV-a Gospić. Početkom 1992. povjerenik Vlade RH Ante Karić, pukovnik Nikola Rendulić i general Petar Stipetić su upučeni, po naredbi predsjednika Franje Tuđmana, u Gospić gdje su trebali smijeniti generala Norca, i to zbog niza primjedaba na stanje u Gospiću. General Stipetić je pročitao generalu Norcu zapovijed predsjednika Tuđmana po kojoj se smjenjuje s mjesta zapovjednika, te da se na njegovo mjesto postavlja pukovnik Nikola Rendulić. General Norac je odbio izvršiti zapovijed, te je tom prilikom generalu Stipetiću izjavio "da je za njega jedini general Vjekoslav "Maks" Luburić". General Stipetić je po povratku u Zagreb izvjestio predsjednika Tuđmana o Norčevom odbijanju izvršenja zapovijedi, na što je predsjednik Tuđman vrlo žestoko reagirao, te je zapovjedio određenim ljudima da to riješe, međutim ništa nije promijenjeno. U činu pukovnika, zatim brigadira, od prosinca 1992. godine zapovijedao je 6. gardijskom brigadom (kasnije preimenovana u 9. gardijsku brigadu "Vukovi") u vojnim operacijama "Maslenica" i "Medački džep". Kao zapovjednik Zbornog područja Gospić sa svojim postrojbama sudjelovao je u operaciji "Oluja".
Zbog toga što je bio supotpisnikom Otvorenog pisma dvanaestorice hrvatskih ratnih zapovjednika hrvatskoj javnosti, od 28. rujna 2000. godine, koje je okarakterizirano kao pokušaj vojnog puča, ondašnji predsjednik RH Stjepan Mesić prisilno ga je umirovio.
Pritvoren je u veljači 2001. godine. Osuđen je u lipnju 2004. godine na 12 godina zatvora zbog kaznenog djela protiv čovječnosti i međunarodnog prava te ratnog zločina protiv civilnog stanovništva. Iste godine Haaški sud podigao je optužnicu zbog operacije "Medački džep", a presudom 30. svibnja 2008. godine osuđen je na 7 godina zatvora. Premda još u zatvoru uz odobrenje sudskih vlasti zbog dobrog vladanja generalu Norcu dopušteni su izlasci na vikend odmore iz zatvorskog sustava. Uvjetno je pušten iz zatvora u studenome 2011. godine.
Dana 3. siječnja 2009. godine general Norac vjenčao se s dr. Jelenom Midenjak iz Sinja s kojom ima sina Antu.

## Vanjske poveznice
- MKSJ-ovo izvješće
- Razgovor sa T. Oreškovićem U Gospiću nije bilo Srba koliko mi ubojstava pripisuju
- Razgovor sa T. Oreškovićem Žao mi je što u grobnici u Obradović Varoši nije pronađeno više "Belih orlova"
- Slobodna Dalmacija Biografija junaka (1): Osvajanje vojarne "Stanko Opsenica", sa 70 oficira JNA, 200 vojnika i skupinom četnika, značilo je prekretnicu u Gospiću, 16. veljače 2001.
- Slobodna Dalmacija Biografija junaka (2): Plato Masleničkog mosta oslobođen za samo tri sata, 17. veljače 2001.